# 贝隆
贝隆（法語：Bellon，法語發音：[belɔ̃]）是法国夏朗德省的一个市镇，属于昂古莱姆区。

## 地理
贝隆（45°18'11"N, 0°7'10"E）面积9.13 平方千米，位于法国新阿基坦大区夏朗德省，该省份为法国西部内陆省份，北起德塞夫勒省和维埃纳省，东临上维埃纳省，东南至多尔多涅省，南至多爾多涅省，西接滨海夏朗德省。
与贝隆接壤的市镇（或旧市镇、城区）包括：库尔拉克、蒙布瓦耶、皮亚克、圣罗曼、博尔。

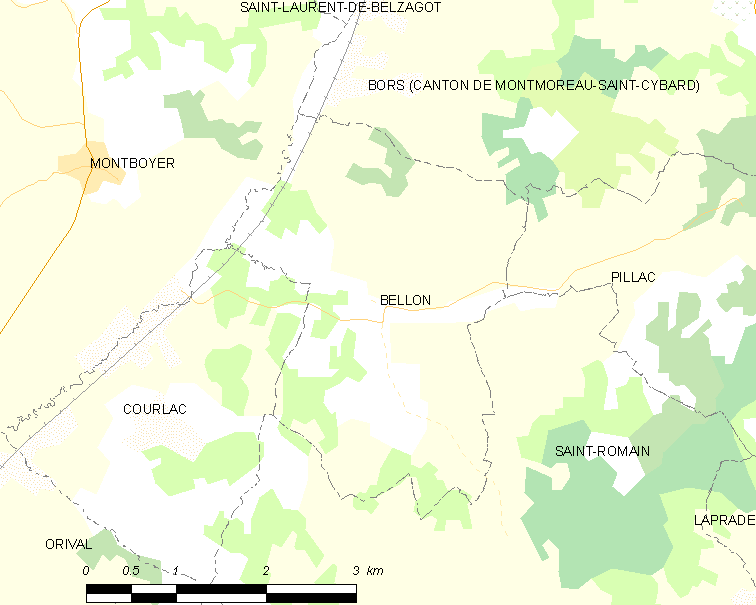
贝隆的OSM定位图

贝隆的时区为UTC+01:00、UTC+02:00（夏令时）。

## 行政
贝隆的邮政编码为16210，INSEE市镇编码为16037。

## 政治
贝隆所属的省级选区为蒂德-拉瓦莱特县。

## 人口

1962-2008年间贝隆人口变化图示

贝隆于2022年1月1日时的人口数量为136人。